# دو صحرانوردی

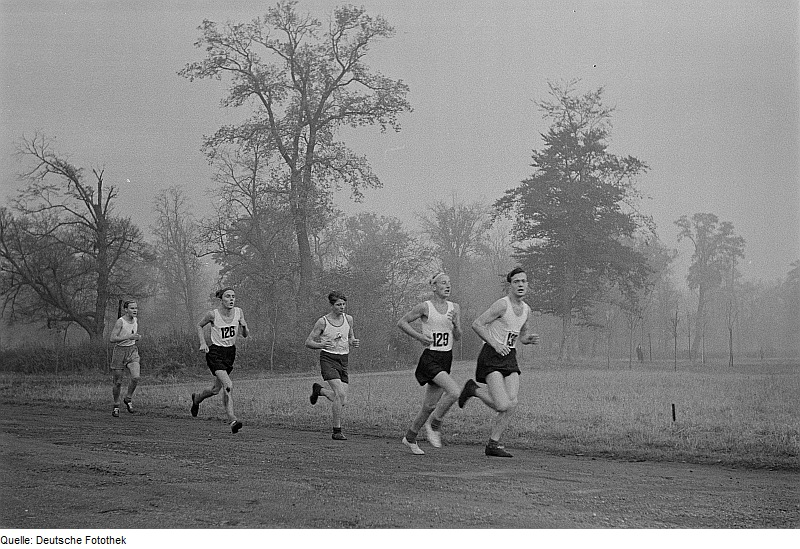
مسابقهٔ دو صحرانوردی در لایپزیگ آلمان، سال ۱۹۵۲

دو صحرانوردی یکی از انواع دو استقامت در رشتۀ ورزشی دو و میدانی است که در فضای آزاد و بر روی عوارض طبیعی زمین برگزار می‌شود. مسابقات دو صحرانوردی معمولاً در مسافت‌های ۴ تا ۱۲ کیلومتری برگزار می‌شود و مسیر آن معمولاً شامل علف‌زار و زمین‌های خاکی با عبور از درختزارها و دشت‌های باز و تپه‌های با شیب ملایم می‌شود.
مهمترین مسابقۀ این رشتۀ ورزشی، قهرمانی دو صحرانوردی جهان است که از سال ۱۹۷۳، هر سال توسط اتحادیه بین‌المللی فدراسیون‌های دو و میدانی برگزار می‌شود.